# Corinna Simon

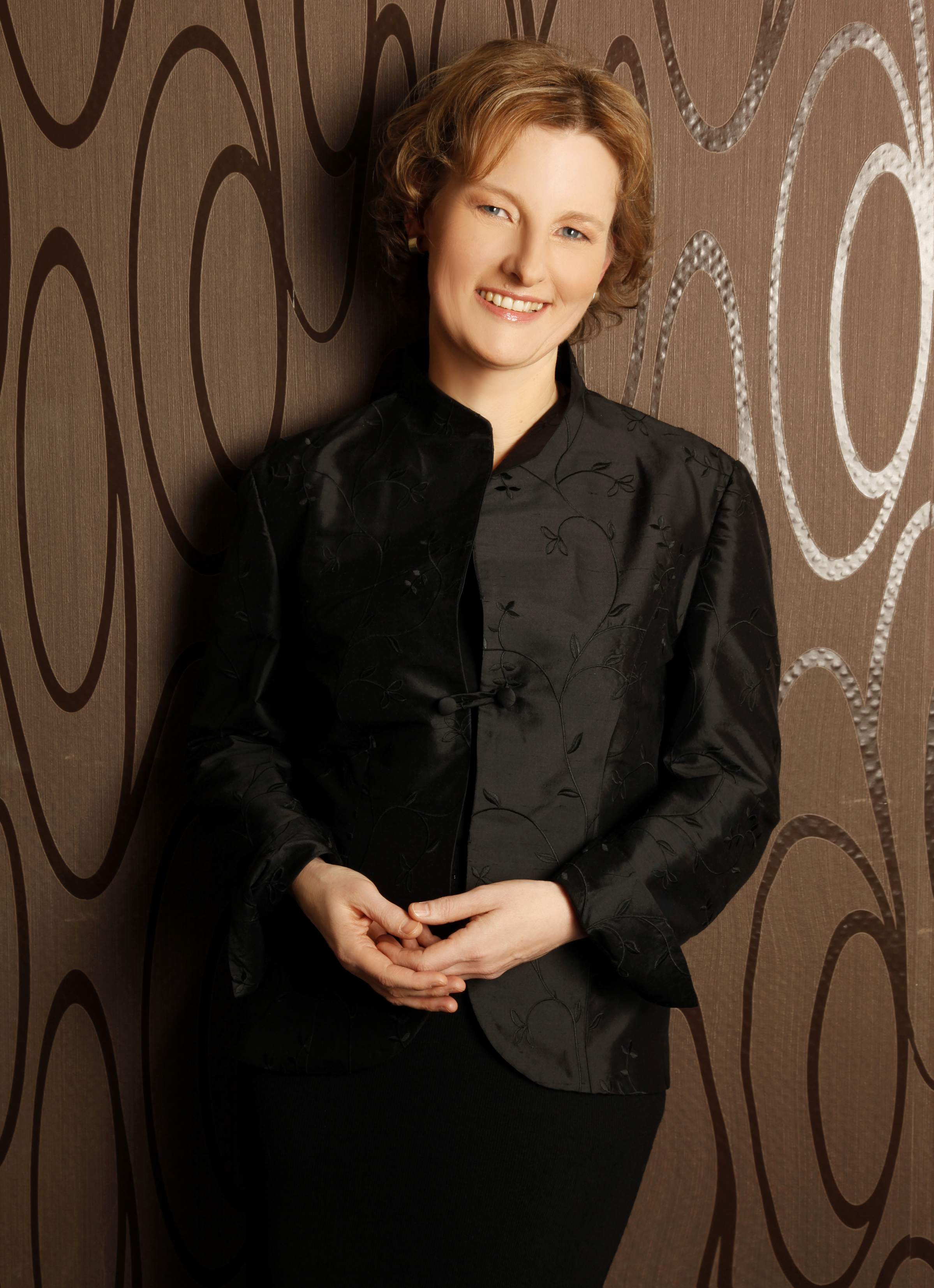
Corinna Simon

Corinna Simon (* Berlin) ist eine deutsche Pianistin.

## Leben und Wirken
Corinna Simon erhielt ihren ersten Klavierunterricht im Alter von fünf Jahren. Mit zwölf Jahren wurde sie in das Julius-Stern-Institut aufgenommen. Ihre Ausbildung zur Konzertpianistin absolvierte sie an der Hochschule der Künste Berlin bei Ingeborg Wunder sowie ab 1987 an der Musikhochschule München bei Ludwig Hoffmann. Meisterkurse bei György Sebök, Malcolm Frager, Karl-Heinz Kämmerling, Maria Curcio und Halina Czerny-Stefańska vervollständigten ihr Studium.
1984 hatte sie ihr Solo-Debüt in der Berliner Philharmonie. Es folgten Engagements in zahlreichen europäischen Städten sowie in China, Indonesien, Singapur, Indien, Südafrika und den USA. Dabei arbeitete sie mit renommierten Dirigenten wie Jakov Kreizberg, Marc Piollet, Lior Shambadal, Cristóbal Halffter, Lukas Karytinos, Walter Weller und Hans Werner Henze zusammen. Außerdem spielte sie bei offiziellen Feierlichkeiten zu Ehren von unter anderem Roman Herzog, Mohammed el-Baradei, Hassan ibn Talal, Hans-Dietrich Genscher und Dennis Meadows.
Seit 1989 leitet Simon eine Ausbildungsklasse für hochbegabte Jugendliche. Daraus gingen unter anderem Sophie Mautner (Echo-Musikpreis) und Martin Helmchen hervor. Außerdem gibt sie regelmäßig international Meisterkurse an Musikhochschulen und ist Jurorin im Wettbewerb Jugend musiziert sowie beim internationalen Steinway-Klavierspiel-Wettbewerb.
Simon veröffentlichte mehrere CDs und machte Einspielungen für den Rundfunk, darunter Werke von Bach, Scarlatti, Haydn, Mozart, Beethoven, Chopin, Schumann, Brahms, Debussy, Ravel und Prokofjew.